# Martina Bleis

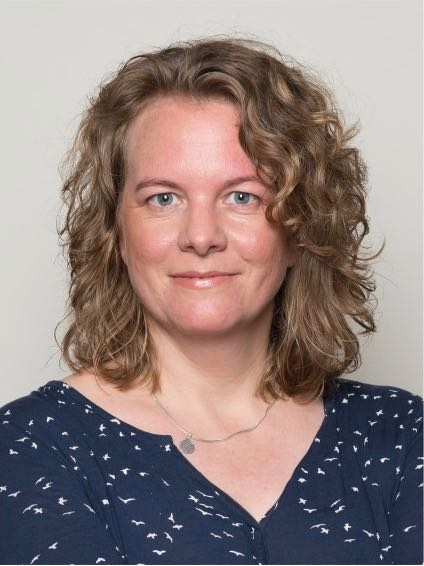
Martina Bleis (2017)

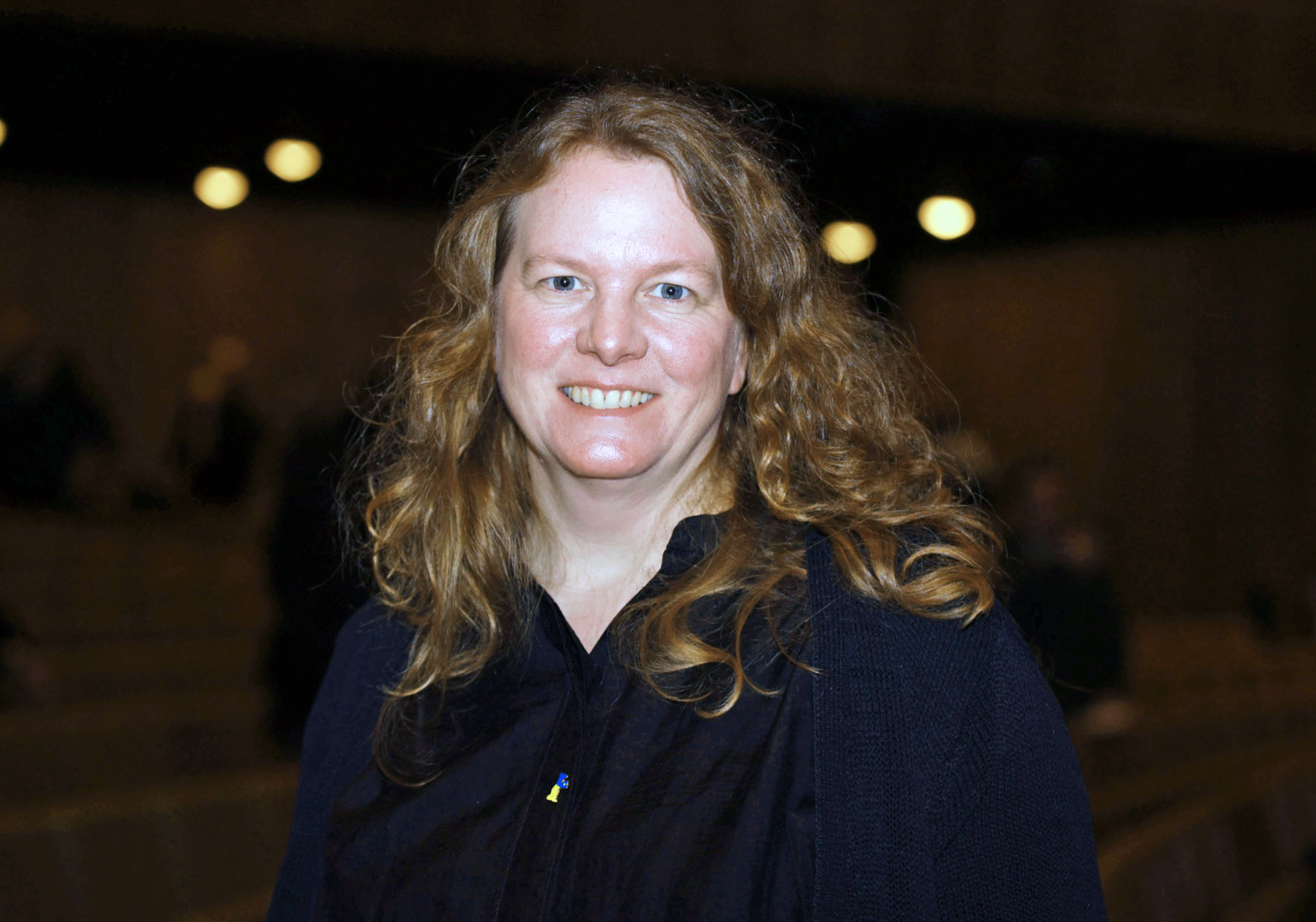
Martina Bleis (2023)

Martina Bleis (geboren 1972 in Walsrode) ist eine deutsche Managerin in der Filmbranche.

## Beruflicher Werdegang
Martina Bleis studierte Angewandte Kulturwissenschaften in Lüneburg und schloss das Studium mit der Magisterprüfung ab. Sie absolvierte außerdem die europäische Produzentenfortbildung EAVE Producers Workshop.
Während des Studiums sammelte sie in Hamburg Erfahrungen in den Bereichen Filmfestivals und Filmproduktion.
Seit 2001 arbeitet sie für die Internationalen Filmfestspiele Berlin. Dort war sie anfangs in der Organisation von Wortveranstaltungen und bei Berlinale Talents tätig. Sie war seit 2004 im Gründungstermin des Berlinale Co-Production Market, der Teil des European Film Market ist, und ist nunmehr dessen Leiterin und Projekt-Kuratorin. Sie ist dort auch für Pressearbeit und Publikationen verantwortlich. Hunderte von geladenen Fachleuten nutzen den Berlinale Co-Production Market als Businessplattform. Vor allem Spielfilmproduzenten finden hier Finanziers und Koproduzenten aus anderen Ländern. Martina Bleis nannte den Co-Production Market eine „passgenaue Ehevermittlung für die Filmbranche“.
Neben ihrer Tätigkeit für die Berlinale berät Martina Bleis im Auftrag von internationalen Fortbildungs- und Koproduktionsinitiativen vor allem Nachwuchsproduzenten und -regisseure. Seit 2011 ist sie beim Ost-West-Koproduktionsmarkt Connecting Cottbus Beraterin für Programm und Pitching, bei dem Ausgangspunkt, Konflikt und Lösung eines Drehbuchs in meist einem Satz zusammengefasst werden (Log Line).
Martina Bleis ist Ersatzjurymitglied des Filmfonds Wien und saß 2018 in der Jury des Odesa International Film Festivals.

## Trivia
Im Abspann der Filme Küss mich (2011), Sea Fever (2019), Die obskuren Geschichten eines Zugreisenden (2019) und Motel Acacia (2019) wird Martina Bleis besonders gedankt.